# فینال جام حذفی فوتبال ایران ۱۳۵۷
فینال جام حذفی فوتبال ایران ۱۳۵۷ یک بازی فوتبال بود که بین دو تیم تهرانی تاج و هما انجام شد تا قهرمان جام حذفی ایران ۵۷–۱۳۵۶ مشخص شود. این دیدار در ۱۲ تیر ۱۳۵۷ در ورزشگاه امجدیه تهران برگزار شد و با پیروزی ۲–۰ تاج پایان یافت تا این تیم عنوان قهرمانی را از آن خود کند. این نخستین قهرمانی تاج در جام حذفی ایران بود.

## پیش‌زمینه
جام حذفی فوتبال ایران در ۱۳۵۵ برای نخستین بار برگزار شد. در پاییز ۱۳۵۶ دومین دوره این جام آغاز شد و به دلیل حضور تیم ملی ایران در مرحله مقدماتی جام جهانی ۱۹۷۸ ادامه بازی‌ها به بهار سال بعد، ۱۳۵۷، موکول شد. این بازی‌ها همزمان با اردوی آماده‌سازی تیم ملی ایران برای حضور در جام جهانی برگزار د و به همین دلیل تیم‌ها بدون بازیکنان ملی‌پوش‌شان در این مراحل حضور یافتند. دیدارهای نیمه‌نهایی و فینال نیز همزمان با بازی‌های جام جهانی برگزار شدند.

## ورزشگاه
ورزشگاه امجدیه در تهران میزبان این بازی بود. این دومین مرتبه‌ای بود که فینال جام حذفی ایران در امجدیه برگزار شد.

## مسیر تا فینال
| تاج              | تاج           | مرحله      | هما             | هما           |
| ---------------- | ------------- | ---------- | --------------- | ------------- |
| حریف             | نتیجه         |            | حریف            | نتیجه         |
| تهران‌جوان        | ۲–۱           | یک شانزدهم | راه‌آهن تهران    | ۲–۱           |
| ایران‌جوان بوشهر  | ۱–            | یک‌هشتم     | ماشین‌سازی تبریز | ۲–۱           |
| آرارات           | ۱–۰           | یک چهارم   | نیرو اهواز      |               |
| ملوان بندر انزلی | ۱–۱           | نیمه نهایی | ذوب آهن اصفهان  | ۴–۳           |
| صعود به فینال    | صعود به فینال | رتبه نهایی | صعود به فینال   | صعود به فینال |

## شرح مسابقه
نیمه اول این بازی به جز دو موقعیتی که تیم تاج داشت نسبتاً آرام دنبال شد. در دقیقه ۱۸ شوت عالی و سر ضرب نراقی از فاصله ۳۰متری با عکس العمل به‌موقع نقدی سنگربان هما بی اثر ماند. یک دقیقه بعد هم با سانتر دانائی‌فرد از سمت چپ، ضربه سر مظلومی می رفت که دروازه هما را باز کند، اما از خوش شانسی این تیم، توپ روی سقف دروازه فرود آمد.
نیمه دوم برخلاف نیمه اول زیباتر شد و تیم تاج موفق به زدن دو گل گشت. گل اول تیم تاج در دقیقه ۵۵ بازی با تاثیرگذاری نراقی به دست آمد. با پاس این بازیکن مظلومی موفق به فرار شد نقدی درو ازه‌بان هما ما برای دفع این خطر از دروازه خارج شده و در مسیر مظلومی قرار گرفت. خروج سنگربان هما موفقیت آمیز نبود و مظلومی موفق به زدن گل اول برای تیم تاج شد. گل دوم تاج در دقیقه ۷۵ توسط نراقی و از روی نقطه پنالتی به دست آمد. در این دقیقه داور تکل حبیب خبیری، مدافع هما بر روی ایرج دانایی‌فرد را پنالتی تشخیص داد و نراقی این پنالتی را گل کرد. بازیکنان هما به این تصمیم داور اعتراض داشتند و تکل خیبری را صحیح می‌دانستند. بازی با نتیجه دو بر صفر به پایان رسید تا تاج عنوان قهرمانی را از آن خود کند.

## جزئیات مسابقه
| تاج                             | ۲ – ۰   | هما                                             |
| ------------------------------- | ------- | ----------------------------------------------- |
| مظلومی ۵۵' · نراقی ۷۵' (پنالتی) | اطلاعات | محمد توانایی محمود نقوی احمد نقوی حسین کاشی‌نژاد |

| تاج:         |                    |     |
|              |                    |     |
|              | حمید ملک‌احمدی      |     |
|              | اصغر حاجیلو        |     |
|              | حسن نظری (ک)       |     |
|              | سعید مراغه‌چیان     |     |
|              | آندرانیک اسکندریان |     |
|              | شاهرخ مطیعی        |     |
| ۵            | مصطفی مسلمی        |     |
| ۱۲           | غلامرضا نعلچگر     |     |
|              | هادی نراقی         |     |
|              | پرویز مظلومی       | '۷۵ |
|              | ایرج دانایی‌فرد     |     |
| تعویضی‌ها:    |                    |     |
|              | مائیس میناسیان     | '۷۵ |
|              | ایران              |     |
| سرمربی:      |                    |     |
| ولادمیر جکیچ |                    |     |

| هما:        |                    |     |
|             |                    |     |
|             | امان‌الله نقدی      | '۸۰ |
|             | محمد توانایی       |     |
|             | عباس موسیوند       |     |
|             | حبیب خبیری         |     |
|             | مهشید رزاقی        |     |
|             | علی رشیدی          |     |
|             | حسین کاشی‌نژاد      |     |
|             | محمود نقوی         |     |
|             | احمد نقوی          |     |
|             | ناصر نورائی        |     |
|             | علیرضا خورشیدی (ک) |     |
| تعویضی‌ها:   |                    |     |
|             | احمد سجادی         | '۸۰ |
|             | ایران              |     |
| سرمربی:     |                    |     |
| احمد خداداد |                    |     |

| مقامات رسمی مسابقه - کمک داورها: - رشید حسن‌زاده - مرتضی زاهدی | قوانین بازی - ۹۰ دقیقه - بدون زمان اضافه یا ضربات پنالتی - تنها سه تعویض |

## قهرمان
| قهرمان جام حذفی ایران ۵۷–۱۳۵۶ |
| ----------------------------- |
| تاج تهران                     |
| اولین قهرمانی                 |